# ДБ-108
ДБ-108, известный также как ДБ-2ВК-108 и ДСБ-2ВК-108 — скоростной дневной бомбардировщик ОКБ Мясищева.

## История создания
Приказом НКАП № 358 от 27 мая 1944 г. перед ОКБ Мясищева поставили задачу спроектировать, построить в двух экземплярах и предъявить на государственные испытания в декабре 1944 г. двухмоторный скоростной дневной бомбардировщик с моторами ВК-108, максимальной скоростью полёта на высоте 6000 м — 700 км/ч и дальностью в 2000 км при 1000 кг бомб внутри фюзеляжа. Работа началась летом 1944 года. Основой конструкции стала схема Пе-2И с увеличенным объёмом фюзеляжного бомбоотсека и более мощными, на 150—200 л. с., двигателями ВК-108 оснащёнными четырёхлопастными винтами ВИШ-108Л-20.

## Общие сведения
Самолёт сразу начали проектировать в трёх вариантах:
ВМ-16 (Владимир Мясищев, проект № 16) — двухместный для бомбардировок с горизонтального полёта;
ВМ-17 — пикирующий с тормозными решётками под крылом и третьим членом экипажа;
ВМ-18 — четырёхместный с повышенной бомбовой нагрузкой.
Все три варианта обозначались как самолёт ДБ-108 (дневной бомбардировщик с моторами ВК-10В). Их конструкция была цельнометаллической и хорошо приспособленной для серийного производства, имела трёхопорное шасси с хвостовым колесом и разнесённое хвостовое оперение.
Для осуществления нормального взлёта с предельной нагрузкой или для сокращения длины разбега при нормальном взлётном весе ВМ-17 и ВМ-18 оснащались подкрыльевой установкой из твердотопливных ракетных стартовых ускорителей.
Первый ВМ-16 был построен к 30 декабря 1944 года и передан на испытания. Они проходили с января по июнь 1945 года. В июне 1945 года был изготовлен пикировщик ВМ-17, а вслед за ним и ВМ-18.
В связи с окончанием войны план серийного производства этих самолётов был снят, а программа лётных испытаний осталась не завершённой.

## Тактико-технические характеристики
Источник данных: книга «Авиация Красной армии».
| ТТХ ДБ-108                               |                                                |                                                |                                                |               |
|                                          | ВМ-16                                          | ВМ-17                                          | ВМ-18                                          |               |
| Технические характеристики               |                                                |                                                |                                                |               |
| Экипаж                                   | 2                                              | 3                                              | 4                                              |               |
| Длина, м                                 | 13,7                                           | 13,7                                           | 15,2                                           |               |
| Размах крыла, м                          | 17,8                                           | 17,8                                           | 20,6                                           |               |
| Высота, м                                | 3,95                                           | —                                              | 4,03                                           |               |
| Площадь крыла, м²                        | 43,00                                          | 43,06                                          | 48,00                                          |               |
| Масса пустого, кг                        | 6 922                                          | 7 512                                          | —                                              |               |
| Максимальная взлётная масса, кг          | 9 400                                          | 9 990                                          | 10 530                                         |               |
| Силовая установка                        | 2 × ПД ВК-108                                  | 2 × ПД ВК-108                                  | 2 × ПД ВК-108                                  | 2 × ПД ВК-108 |
| Крейсерская тяга на высоте 4 500 м, Л.с. | 2 × 1 700                                      | 2 × 1 700                                      | 2 × 1 700                                      | 2 × 1 700     |
| Взлётная тяга у земли, Л.с.              | 2 × 1 850                                      | 2 × 1 850                                      | 2 × 1 850                                      | 2 × 1 850     |
| Лётные характеристики                    |                                                |                                                |                                                |               |
| Максимальная скорость у земли, км/ч      | 575                                            | 545                                            | 542                                            |               |
| Максимальная скорость на высоте, км/ч    | 700                                            | 670                                            | 660                                            |               |
| Практическая дальность, км               | 2 250                                          | —                                              | 2 000                                          |               |
| Практический потолок, м                  | 12 000                                         | 10 000                                         | 10 000                                         |               |
| Вооружение                               |                                                |                                                |                                                |               |
| Стрелково-пушечное                       | три 20-мм пушки УБ-20 один 12.7-мм пулемёт УБТ | три 20-мм пушки УБ-20 один 12.7-мм пулемёт УБТ | две 20-мм пушки УБ-20 один 12.7-мм пулемёт УБТ |               |
| Максимальная бомбовая нагрузка, кг       | 1 000                                          | 1 000 — 2 000                                  | 3 000 — 4 000                                  |               |